# Maurice Girardot
Maurice Joseph Girardot (ur. 22 grudnia 1921 w  Paryżu, zm. 8 lutego 2020 w La Verrière) – francuski koszykarz. Wraz z reprezentacją Francji zdobył srebrny medal podczas Letnich Igrzysk Olimpijskich 1948 w Londynie.